# Bryan Magee
Bryan Edgar Magee ( /məˈɡiː/; Hoxton, 12 de abril de 1930-Headington, 26 de julio de 2019) fue un filósofo, divulgador, político y autor británico, conocido por acercar la filosofía al gran público.

## Primeros años
Nacido de padres de clase trabajadora en Hoxton (Londres) en 1930, a escasa distancia del lugar de nacimiento de sus abuelos paternos, Magee se crio en un piso situado justo encima de la tienda de ropa familiar, en el que compartía cama con su hermana mayor, Joan. Se mantuvo apegado a su padre, pero mantuvo una relación problemática con su autoritaria madre. Durante la Segunda Guerra Mundial fue evacuado a Market Harborough (Leicestershire) pero, cuando regresó a Londres, buena parte de Hoxton había sido arrasada por los bombardeos. Magee recibió educación en el colegio Christ's Hospital con una beca del Consejo del Condado de Londres. Durante este período formativo mostró gran interés por las políticas socialistas, y en vacaciones solía disfrutar con los discursos políticos del Speakers' Corner en Hyde Park, así como con sus asiduas visitas al teatro y a conciertos.
Durante el servicio militar sirvió en el Ejército Británico y en el Intelligence Corps en busca de posibles espías entre los refugiados que cruzaban la frontera entre Yugoslavia y Austria. Tras la desmovilización ganó una beca para el Keble College de Oxford, donde estudió una licenciatura en Historia y posteriormente Filosofía, Políticas y Económicas en un año. Entre sus amistades en Oxford se contaban Robin Day, William Rees-Mogg, Jeremy Thorpe and Michael Heseltine. Magee fue elegido presidente de la Oxford Union durante su estancia en la universidad. Posteriormente fue nombrado honorary fellow del Keble College.
En Oxford, Magee se relacionó con el mundo de la poesía y la política, y en 1951 publicó un tomo de poemas a través de Fortune Press. La editorial no le pagó honorarios, sino que esperaba que el propio autor adquiriese un determinado número de ejemplares —un contrato similar al firmado con escritores como Dylan Thomas y Philip Larkin por sus primeras antologías. El pequeño volumen estaba dedicado a la memoria de Richard Wagner, con una cita de las Elegías de Duino de Rilke: ... das Schöne ist nichts als des Schrecklichen Anfang, den wir noch grade ertragen ("... la belleza no es más que el principio del terror, que todavía somos capaces de soportar"). Magee declaró más tarde: "Hoy siento algo de vergüenza por estos poemas, aunque he escrito versos desde entonces que no he publicado y que pienso para mi que son bastante buenos. Siempre ha constituido una faceta de mi actividad." (Posteriormente también publicaría ficción, incluyendo la novela de espías To Live in Danger en 1960 y más tarde la obra Facing Death. Esta última, escrita en los años 60 pero no publicada hasta 1977, sería preseleccionada para un certamen del The Yorkshire Post).
En 1955 comenzó estudios de filosofía en la Universidad de Yale con una beca de posgrado. Esperaba sentir odio hacia los Estados Unidos pero se encontró con que dicho país le apasionó. Su profunda admiración por la igualdad de oportunidades que existía allí quedó expresada en una serie de libros, Go West, Young Man (1958), The New Radicalism (1963) y The Democratic Revolution (1964).

## Política
Magee regresó al Reino Unido con la esperanza de convertirse en miembro del Parlamento por el Partido Laborista. Se presentó dos veces sin éxito en las elecciones generales de 1959 y en las parciales de 1960 por la circunscripción de Mid Bedfordshire, por lo que terminó presentando el programa de actualidad This Week del canal televisivo ITV. Realizó programas documentales dedicados a temas sociales como prostitución, enfermedades de transmisión sexual, aborto y homosexualidad (ilegal en el país por entonces). Entrevistado en 2003, Magee afirmó:

La sociedad británica era iliberal en toda una serie de cuestiones que hoy se dan por sentadas... Roy Jenkins cambió todo esto y recibió una fuerte oposición de los Tories. Pero para un liberal con L minúscula había todo un menú de cambios sociales y yo creía firmemente en todo aquel programa liberal.

Finalmente, fue elegido miembro del Parlamento por Leyton en las elecciones generales de febrero de 1974, pero se sintió desubicado dentro del Partido Laborista liderado entonces por Michael Foot. El 22 de enero de 1982 abandonó la disciplina del partido y en marzo se unió a una facción centrista disidente de los laboristas para ingresar en el recién creado Partido Social Demócrata. Perdió su escaño en las elecciones generales de 1983.
Magee retomó su carrera literaria y mediática; de hecho, no las interrumpió durante su periplo parlamentario sino que también formó parte de distintos consejos y comités. Dimitió de la presidencia de la sección de música del Arts Council en 1994 como protesta por los recortes presupuestarios.
También volvió a la docencia en Oxford, primero como fellow en Wolfson y más tarde en el New College. También dedicó más tiempo a escribir reseñas de música clásica y a trabajar en sus composiciones. Reconoció que, si bien su producción resultaba "tarareable", también era "intrínsecamente sentimental".
Entrevistado en 2003, su coetáneo en Oxford William Rees-Mogg recordaba que "nunca sabíamos por qué camino iría Bryan. Y como su vida posterior demostró, siempre quedaba la pregunta de si en el fondo era un intelectual o alguien más interesado en la vida pública. Así que su incursión en la vida pública no fue ninguna sorpresa, aunque el componente principal de su personalidad era el intelectual y los libros parecían definir al verdadero Bryan mucho más que la actividad política".

## Presentador y escritor

### Entrevistas a filósofos
El legado más importante de Magee para la cultura popular estriba en sus esfuerzos por hacer accesible la filosofía al gran público.
En 1970–71 presentó una serie para BBC Radio 3 titulada Conversations with Philosophers ("conversaciones con filósofos"). El formato de la serie consistía en conversaciones de Magee con diversos filósofos contemporáneos del Reino Unido, donde disertaban tanto de su propia obra como acerca del trabajo de filósofos británicos de principios del siglo XX. La serie se estrenó con un coloquio entre Magee y Anthony Quinton. En sucesivos programas se trató el pensamiento de Bertrand Russell, G. E. Moore y J. L. Austin, Ludwig Wittgenstein, así como la relación entre filosofía y religión, entre otros temas. Se publicaban extractos de cada una de las conversaciones en la revista The Listener al poco tiempo de su emisión. El volumen Modern British Philosophy (1971) contenía asimismo versiones revisadas de todos los coloquios. Karl Popper tuvo dos apariciones en la serie y Magee, poco después, escribió un manual de introducción a su filosofía que se publicó en 1973.
En 1978 Magee presentó 15 diálogos con filósofos notables para BBC Television en una serie titulada Men of Ideas ("hombres de ideas"). Se trataba de una producción que, como señaló The Daily Telegraph, "lograba la proeza casi imposible de presentar, a una audiencia de masas, temas escogidos de filosofía sin comprometer la integridad intelectual o perder audiencia" y "atraía a un millón de espectadores por episodio." Tras una "Introducción a la Filosofía", conducida por Magee en debate con Isaiah Berlin, Magee discutía materias como la filosofía marxista, la Escuela de Fráncfort, las ideas de Noam Chomsky y el existencialismo moderno en capítulos subsiguientes. Durante el tiempo en que tuvo lugar su emisión, versiones reducidas de los debates fueron publicadas semanalmente en la revista The Listener. Los textos revisados de los diálogos que tuvieron lugar en la serie Men of Ideas (en los que participó Iris Murdoch) fueron originalmente publicados en un libro del mismo nombre y recientemente comercializado bajo el título de Talking Philosophy. Las instituciones académicas británicas adquirieron DVDs de la serie titulados Contemporary Philosophy.
Otra serie para la televisión de la BBC, The Great Philosophers, siguió los pasos de la anterior en 1987. En esta edición, Magee analizaba las grandes figuras históricas de la filosofía occidental junto a quince filósofos contemporáneos. La serie abarcaba las filosofías de Platón, Aristóteles y Descartes, entre otros, así como un debate con Peter Singer sobre la filosofía de Marx y Hegel, y concluía con un coloquio con John Searle acerca de la filosofía de Wittgenstein. Una edición homónima revisada de los diálogos se incluyó en un libro publicado ese mismo año. El libro de Magee The Story of Thought (1998, también publicado como The Story of Philosophy o Historia de la filosofía en español) también repasa la historia de la filosofía occidental.
En el intervalo entre las dos series, Magee lanzó la primera edición del trabajo que este consideraba lo más cercano a su "obra magna académica": The Philosophy of Schopenhauer (primera edición de 1983, revisada y ampliada en 1997). La obra supone uno de los acercamientos más rigurosos y amplios al pensador alemán, y analiza en profundidad la influencia de Schopenhauer sobre Wittgenstein, Wagner y otros creadores literarios. Magee también expone las ideas de Schopenhauer sobre la homosexualidad y la influencia del budismo en su pensamiento.

## Últimos trabajos e interés en Wagner
En 1997 se publicó Confessions of a Philosopher. Con dicha obra ofrecía básicamente una introducción a la filosofía en formato autobiográfico. El libro se vio salpicado por acusaciones de libelo debido a que en él Magee divulgaba el rumor de que Ralph Schoenman, un controvertido ayudante de Bertrand Russell durante la última década de este, había sido colocado por la CIA para intentar desacreditar a Russell. La demanda por difamación de Schoenman prosperó en el Reino Unido, lo que condujo a que la primera impresión de la edición británica fuera destruida. Una segunda denuncia por injurias, interpuesta en California contra la editorial Random House, fue resuelta en 2001. Los cargos fueron retirados tras un acuerdo entre las partes, tras lo cual una nueva edición fue preparada y distribuida a más de 700 librerías. En Confessions of a Philosopher, Magee narra su propia evolución filosófica dentro de un contexto autobiográfico. También resalta la importancia de la filosofía de Schopenhauer como intento serio de solucionar los dilemas filosóficos. Además, lanzaba una crítica en tres capítulos a la filosofía analítica, en particular respecto a sus aspectos lingüísticos, cuestionando sus principios fundamentales y deplorando su influencia.
Magee manifestó un especial interés por la vida, ideas y música de Richard Wagner, y escribió dos libros notables acerca del compositor y su mundo, Aspects of Wagner (1968; rev. 1988), y The Tristan Chord: Wagner and Philosophy (2001). En Aspects of Wagner Magee "describe el alcance y la profundidad del legado de Wagner, y muestra de qué modo su música sensacional y erótica expresa los contenidos reprimidos y cargados de la psique. También examina las detalladas instrucciones escénicas de Wagner y las obras en prosa en las que formuló sus ideas, y arroja nueva luz sobre su antisemitismo". La edición revisada incluye un capítulo inédito titulado "Wagner como música".
En 2016, cerca de cumplir 86 años, Magee vio publicado su libro Ultimate Questions por la Universidad de Princeton. En un artículo para The Independent, Julian Baggini señaló que "Magee no siempre combina la claridad en la expresión con el rigor argumental, ignorando a veces su propio principio de que intuir 'Sí, seguro que esto debe ser cierto' conlleva 'no una validación, ni siquiera una credencial'. Pero todo esto puede disculparse. Platón y Aristóteles proclamaron que la filosofía da comienzo con el asombro. Magee es la prueba de que, para algunos, el asombro nunca desaparece sino que no hace más que agudizarse".
En 2018 Magee, que entonces residía en la habitación de una residencia de Oxford, fue entrevistado por Jason Cowley del New Statesman para conversar sobre su vida y su libro de 2016 Ultimate Questions. Magee se mostró convencido de carecer de originalidad y de que, hasta Ultimate Questions, se había esforzado por realizar una aportación original a la filosofía, y afirmó:

Popper poseía esta originalidad, Russell también, y Einstein la tenía a espuertas. Einstein creó una forma de ver las cosas que transformó el modo en que percibimos el mundo y la forma en que incluso comprendemos aspectos tan fundamentales como el tiempo y el espacio. Y yo entiendo perfectamente que jamás podría hacer lo mismo, nunca. Me hubiera gustado estar en esa categoría —no porque quiera ser un tipo listo sino porque quiero hacer cosas que estén a un nivel mucho más alto que las que ya he realizado—.

Explicó que había estado siguiendo de cerca las noticias y la política, y consideraba que el voto por el Brexit había sido un "error histórico".

## Vida privada
En 1953, Magee consiguió un empleo como profesor en Suecia, donde conoció a Ingrid Söderlund, una farmacéutica del laboratorio de la universidad. Se casaron y tuvieron una hija, Gunnela y, con el tiempo, tres nietos. Magee relató posteriormente:

El matrimonio se rompió demasiado pronto y constituyó un período francamente desastroso de mi vida. Volví a Oxford como estudiante de posgrado. Mas desde entonces Suecia ha formado parte de mi vida. Voy allí todos los años y recibo la visita de mi hija. Siempre asumí que, tarde o temprano, volvería a casarme pero eso nunca ocurrió, a pesar de que tuve algunas relaciones muy largas. Y ahora no quiero volver a casarme. Me gusta la libertad.

Sus memorias, Clouds of Glory: A Hoxton Childhood, fueron galardonadas con el Premio J. R. Ackerley de autobiografía (PEN) en 2004.

## Muerte
Magee falleció el 26 de julio de 2019 a los 89 años, en St Luke's Hospital en Headington, Oxford. Le sobreviven su hija sueca Gunnela y sus nietos y bisnietos. Su funeral tuvo lugar el 15 de agosto.
El último de sus libros publicado en vida de Magee —Making the Most of It (2018)— termina así:

Si se me revelase de cierto que la vida no tiene sentido, y que mi suerte al morir será un olvido sin fin, y se me preguntara: "Sabiendo estas cosas, si se te diera la oportunidad ¿elegirías, incluso entonces, volver a nacer?", mi respuesta sería un sonoro "¡Sí!" He amado vivir. Incluso si el peor escenario fuera el verdadero, todo lo que he tenido ha sido infinitamente mejor que nada. A pesar de todos los errores de mi vida, y a pesar de todos mis defectos, estoy inefablemente agradecido por haber vivido. Es terrible y espantoso tener que morir, pero incluso la perspectiva de una aniquilación eterna es un precio que vale la pena pagar por estar vivo.

En la capilla del Keble College de Oxford tuvo lugar un acto de celebración de su vida el 29 de octubre de 2019. El evento fue abierto por Jonathan Phillips, director del Keble College, y presentado por el albacea de Magee, el académico, autor y editor Henry Hardy. Se pudieron escuchar pistas de audio y vídeo del propio Magee, música escogida por él mismo e interpretada por el Amherst Sextet, y discursos a cargo de David Owen y Simon Callow. La selección musical consistió en el sexteto del Capriccio de Strauss, el largo de la Serenata para cuerdas de Elgar y el preludio al Tristán e Isolda de Wagner. Las alocuciones de Owen y Callow fueron publicadas, junto a una reseña de Hardy sobre la vida de Magee, en el Oldie.

## Filmografía

### Televisión
- Men of Ideas (BBC, 1978), presentador[44]
- Thinking Aloud (1984-1985), presentador[45]
- The Great Philosophers (BBC, 1987), presentador[46]

### Libros
- Crucifixion and Other Poems, 1951, Fortune Press, ASIN: B0039UQCKK
- Go West, Young Man, Eyre And Spottiswoode, 1958
- To Live in Danger, Hutchinson, 1960 (softcover Random House ISBN 0-09-001700-5)[2]
- The New Radicalism, Secker & Warburg, 1962, ASIN B0006D7RZW[47]
- The Democratic Revolution, Bodley Head, 1964, ISBN 978-0-370-00314-6[48]
- Towards 2000: The world we make, Macdonald & Co, 1965, ASIN B0000CMK0Y[49]
- One in Twenty: A Study of Homosexuality in Men and Women, Stein and Day, 1966 (publicado posteriormente como The Gays Among Us)[50]
- The Television Interviewer, Macdonald, 1966, ASIN B0000CN1D4[51]
- Aspects of Wagner, Secker and Warburg, 1968; rev. 2nd ed, 1988, Oxford University Press, 1988, ISBN 0-19-284012-6 (trad. en español: Aspectos de Wagner, Acantilado, 2013, ISBN 978-84-15689-49-2)
- Modern British Philosophy, Secker and Warburg, 1971, ISBN 0-436-27104-4; Oxford University Press, ISBN 0-19-283047-3[52]
- Karl Popper, Penguin, 1973, ISBN 0-670-01967-4 (Viking Press, ISBN 0-670-41174-4; también titulado Popper, y posteriormente Philosophy and the Real World, 1985)[53][54] (trad. en español: Popper, Grijalbo, 1974, ISBN 978-84-253-0430-9)
- Facing Death, William Kimber & Co. Ltd., 1977, ISBN 0-7183-0135-8[55]
- Men of Ideas: Some Creators of Contemporary Philosophy, Oxford University Press, 1978 ISBN 0-19-283034-1 (posteriormente titulado Talking Philosophy: Dialogues With Fifteen Leading Philosophers)[14][19][56] (trad. en español: Los hombres detrás de las ideas. Algunos creadores de la filosofía contemporánea, Fondo de Cultura Económica, 2011, ISBN 978-968-16-1121-7)
- The Philosophy of Schopenhauer, Oxford University Press, 1983 (ampliada y revisada, 1997), ISBN 0-19-823722-7[57] (trad. en español: Schopenhauer, Cátedra, 1991, ISBN 978-84-376-0995-9)
- The Great Philosophers: An Introduction to Western Philosophy, BBC Books 1987,[23] Oxford University Press, 2000, ISBN 0-19-289322-X[58] (trad. en español: Los grandes filósofos, Cátedra, 1990 [reed. 2004], ISBN 978-84-376-0909-6)
- On Blindness: Letters between Bryan Magee and Martin Milligan, Oxford University Press, 1996, ISBN 0-19-823543-7[59] (también publicado como Sight Unseen, Phoenix House, 1998, ISBN 0-7538-0503-0)
- Confessions of a Philosopher, Random House, 1997, reimprimido 1998, ISBN 0-375-50028-6[60][27]
- The Story of Thought: The Essential Guide to the History of Western Philosophy, The Quality Paperback Bookclub, 1998, ISBN 0-7894-4455-0 (posteriormente titulado The Story of Philosophy, 2001, ISBN 0-7894-7994-X)[61][62]
- Wagner and Philosophy, Penguin, 2001, ISBN 0-14-029519-4[63] (también publicado como The Tristan Chord: Wagner and Philosophy, Owl Books, 2001 ISBN 0-8050-7189-X)[64] (trad. en español:  Wagner y la filosofía, Fondo de Cultura Económica, 2012, ISBN 978-607-16-0697-6)
- Clouds of Glory, Pimlico, 2004, ISBN 0-7126-3560-2[65][66]
- Growing up in a War, Pimlico, 2007, ISBN 1-84595-087-9[67]
- Ultimate Questions, Princeton University Press, 2016, ISBN 978-0-691-17065-7[68][69]
- Making the Most of It, Studio 28, 2018, ISBN 978-1980636137[70]

### Artículos en publicaciones
En JSTOR - gratis para leer en línea bajo registro:
- Richard Wagner Died 13 February 1883. Producing a New 'Ring' The Musical Times, vol. 124, no. 1680, 1983, pp. 86–89. [Entrevista con Peter Hall]
- Schopenhauer and Professor Hamlyn Philosophy, vol. 60, no. 233, 1985, pp. 389–391.
- A Note on J. L. Austin and the Drama. Philosophy, vol. 74, no. 287, 1999, pp. 119–121.
- What I Believe Philosophy, vol. 77, no. 301, 2002, pp. 407–419..
- Philosophy's Neglect of the Arts Philosophy, vol. 80, no. 313, 2005, pp. 413–422.
- The Secret of Tristan and Isolde Philosophy, vol. 82, no. 320, 2007, pp. 339–346.
- Intimations of Mortality Philosophy, vol. 86, no. 335, 2011, pp. 31–39.-->

### Obituarios
- Bryan Magee - Obituary por Henry Hardy del Wolfson College (26 de julio de 2019)
- Bryan Magee, author, broadcaster, MP and academic with an unsurpassed ability to render complex philosophical ideas easily digestible. The Telegraph (26 de julio de 2019)
- Bryan Magee, Who Brought Philosophy to British TV, Dies at 89 Obituario por Palko Karasz para The New York Times (28 de julio de 2019)
- Bryan Magee: 1930-2019—the champion of philosophical wonderment Obituario por Julian Baggini para Prospect (29 de julio de 2019)
- Obituary: Bryan Magee, MP, presented philosophy programme on Television and Wagner authority The Herald (10 de agosto de 2019)
- OBITUARY: Bryan Magee, ex-Oxford Union president and BBC presenter por James Roberts para The Oxford Times (15 de agosto de 2019)
- Bryan Magee, philosopher, writer and broadcaster, 1930-2019 por Jonathan Derbyshire para el Financial Times (17 de agosto de 2019)